# 크리스 고디어
크리스 고티에이(Chris Gauthier, 1976년 1월 27일 ~ )는 캐나다의 배우이다.
루턴에서 태어났다.

## 출연 작품
- 블랙웨이 (2015년)
- 꾸뻬씨의 행복여행 (2014년) - 로저 역
- The Wedding Chapel (2013)
- Nearlyweds (2013)
- 히치드 포 더 홀리데이 (2012년)
- 비욘드 더 블랙 레인보우 (2011년) - 팻 히셔 역
- 예고살인자 (2010년) - 굴로이 역
- 미스터 트루프 맘 (2009년) - 록키 퍼거슨 역
- 스페이스 버디즈 (2009년)
- 왓치맨 (2009년)
- 스타게이트 - 진실의 상자 (2008년)
- 리틀 야구왕 3 (2007년)
- 유레카 (2006년)
- 리틀 맨 (2006년)
- 나비 효과 2 (2006년) - 테드 역
- 스쿨 오브 라이프 (2005년)
- 에디슨 시티 (2005년)
- 일 페이티드 (2004년) - 클레이튼 역
- 라이딩 더 불렛 (2004년) - 헥터 역
- 스쿠비 두 2 - 몬스터 대소동 (2004년)
- 에이전트 코디 뱅크스 (2003년)
- 프레디 VS 제이슨 (2003년)
- 인썸니아 (2002년)
- 40 데이즈 40 나이트 (2002년)

### 텔레비전
- 엘 워드 (2004)
- 데드 라이크 미 (2004)
- 어스시의 마법사 (2005)
- 마스터즈 오브 호러 - 담배 자국(John Carpenter's Cigarette Burns) 편 (2005)
- 수퍼내추럴 (2007-08)
- 하퍼스 아일랜드 (2009)
- 생츄어리 (2009-10) - 월터 역
- 원스 어폰 어 타임 (2012-18)